# Український Землевпорядник
«Український Землевпорядник» — професійний і науковий місячник Землевпорядкувальної секції Всеукраїнського Центрального Правління Профспілки сільськогосподарських і лісівничих робітників, виходив у Харкові 1925—1929 років. З об'єднання «Українського Землевпорядника» й «Українського Аґронома» 1930 постав «Спеціаліст сільського господарства України».